# Киевское художественное училище
Киевское художественное училище — существовавшее в начале XX века в Киеве среднее учебное заведение художественного профиля.

## История
Основано в 1900 году как временные классы живописи, рисования и черчения. В 1901 году на основе Рисовальной школы Мурашко реорганизовано в училище, которое перешло в подчинение Петербургской академии художеств. Училище существовало до 1920 года, когда году было реорганизовано в Художественно-промышленную школу, в 1922 году — в Художественно-индустриальный техникум, а в 1923 году — в Художественно-индустриальную профшколу № 1.
В училище были отделения живописи и архитектуры. Находилось на Бульварно-Кудрявской улице, 2.

## Организаторы
Организаторами Киевского художественного училища были архитектор, академик Императорской Академии художеств В. Н. Николаев (директор училища до 1911 года), живописцы В. К. Менк, X. П. Платонов, Н. К. Пимоненко, В. Д. Орловский, И. Ф. Селезнев.

## Преподаватели
Здесь преподавали Ф. Г. Кричевский, А. А. Мурашко, Г. К. Дядченко, Ф. С. Красицкий, Ф. П. Балавенский, М. Я. Козык, Е. С. Михайлив, Э. П. Брадтман, В. Н. Рыков.

## Воспитанники
Воспитанниками училища были:
| - Александр Порфирьевич Архипенко - Борис Соломонович Аронсон - Александр Константинович Богомазов - Сергей Романович Бонгарт - Иосиф Наумович Вайсблат - Зиновий Моисеевич Виленский - Борис Еремеевич Владимирский - Марк Исаевич Гай - Григорий Зиновьевич Гричер-Чериковер - Самуил Абрамович Давидсон - Овсей Овсеевич Дриз - Соломон Моисеевич Зарицкий | - Иван Петрович Кавалеридзе - Павел Максимович Ковжун - Георгий Васильевич Курнаков - Аристарх Васильевич Лентулов - Абрам Аншелович Маневич - Вадим Георгиевич Меллер - Пётр Васильевич Митурич - Григорий Павлович Найденков - Соломон Борисович Никритин - Александр Александрович Осмёркин - Анатолий Галактионович Петрицкий - Иван Иванович Падалка | - Зиновий Григорьевич Подушко - Владимир Иванович Поль - Исаак Моисеевич Рабинович - Исаак Беньич Рабичев - Иссахар-Бер Рыбак - Василий Иванович Сильвестров - Александр Григорьевич Тышлер - Леонид Семёнович Хижинский - Иван Фёдорович Хворостецкий - Илья Нисонович Штильман - Иосиф Аронович Шпинель - Александра Александровна Экстер |

## Источник
- Киев: Энциклопедический справочник / Под редакцией Кудрицкого А. В. — К.: Главная редакция Украинской Советской Энциклопедии, 1981. — 736 с., Ил.